# Hollis Crossroads
Hollis Crossroads es un lugar designado por el censo ubicado en el condado de Cleburne en el estado estadounidense de Alabama. En el año 2010 tenía una población de 608 habitantes.

## Geografía
Hollis Crossroads se encuentra ubicado en las coordenadas 33°31′25″N 85°38′14″O / 33.52361, -85.63722.